# Torre del Reloj de Peñafiel
La torre del Reloj de Peñafiel es una torre de mampostería y de piedra que se yergue todavía sobre el barrio más antiguo de la Villa de Peñafiel, en Valladolid (Castilla y León, España).

## Historia

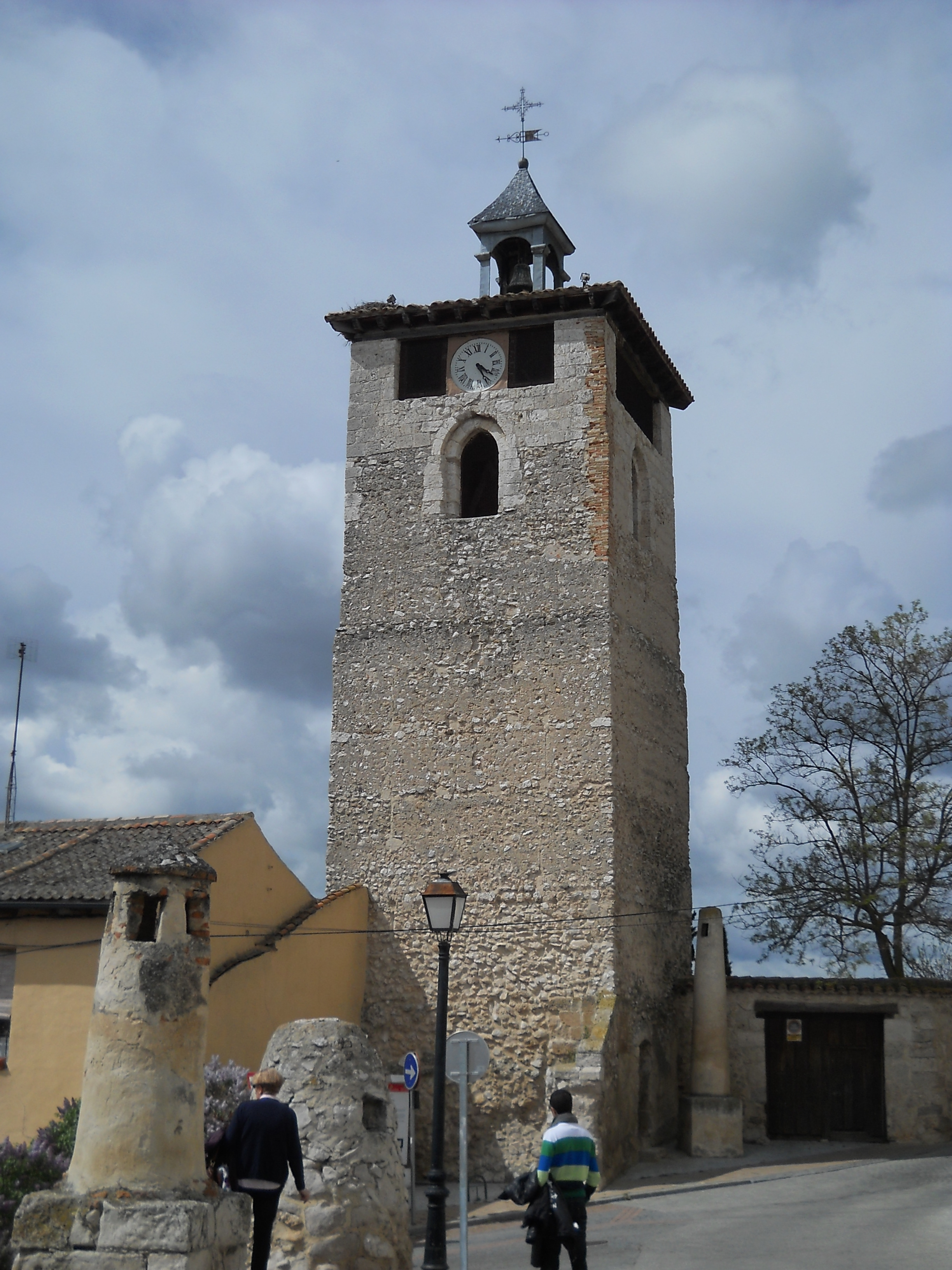
Torre del Reloj.

Formó parte de la Iglesia de San Esteban de Peñafiel, edificio románico levantado en el año 1086, que, según los libros de fábrica de la Iglesia de Santa María de Mediavilla, se hundió en 1613.
Parece ser que, tras las últimas investigaciones realizadas, ya en 1532 había una maquinaria de reloj mecánico instalado en la torre, a la cual se asignaron tres escudos para su reparación. En el Catastro de Ensenada, de 1752, se asignaban 100 reales por regir el reloj. La maquinaria actual del Reloj data de 1884, construida por la empresa Francesa PROST FRÈRES y montada por el relojero de Valladolid José Martínez de Velasco, que vino a sustituir a una maquinaria mucho más antigua. En 1897 también se documentan gastos de reparación del reloj, efectuados por el relojero de Peñafiel Celestino de Juana, que lo fue hasta su muerte en 1919. Sus últimas reparaciones las llevó a cabo en los años 1920 el relojero de Peñafiel Mariano Andrés.
La Campana del Concejo, o la campana del Reloj, ha sido el instrumento que ha ido marcando la vida de los habitantes de Peñafiel desde muchos años, ya que también era utilizada por el Concejo de Peñafiel y por la propia Parroquia. La Campana data de 1664, así como consta en sus inscripciones.
El reloj estuvo en funcionamiento, casi ininterrumpido, hasta 1998, en que se inició su larga parada prolongada hasta 2012.
En 2012 fue restaurado y puesto a funcionamiento por Daniel Sanz Platero. Su remontaje es manual, teniendo una duración de ocho días, que es el tiempo que dura la cuerda del reloj.